# 塞什布里耶尔
塞什布里耶尔（法語：Seichebrières，法語發音：[sɛʃbʁijɛʁ]）是法国卢瓦雷省的一个市镇，属于奥尔良区。

## 地理
塞什布里耶尔（47°58'10"N, 2°16'9"E）面积14.84 平方千米，位于法国中央-卢瓦尔河谷大区卢瓦雷省，该省份为法国中北部省份，北起埃松省，西北接厄尔-卢瓦省，西南接卢瓦-谢尔省，南至涅夫勒省和谢尔省，东临约讷省，东北接塞纳-马恩省。
与塞什布里耶尔接壤的市镇（或旧市镇、城区）包括：孔布勒、安格拉讷、尼贝勒、维特里欧洛日。

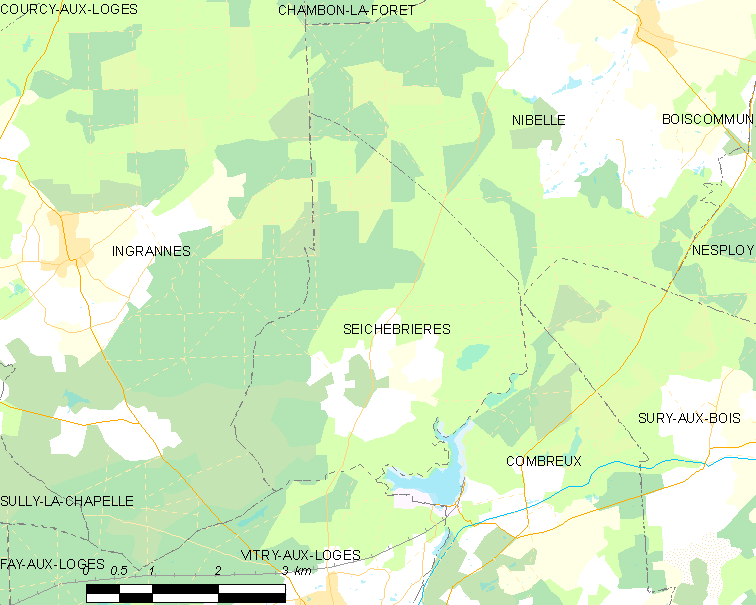
塞什布里耶尔的OSM定位图

塞什布里耶尔的时区为UTC+01:00、UTC+02:00（夏令时）。

## 行政
塞什布里耶尔的邮政编码为45530，INSEE市镇编码为45305。

## 政治
塞什布里耶尔所属的省级选区为卢瓦尔河畔新堡县。

## 人口

1962-2008年间塞什布里耶尔人口变化图示

塞什布里耶尔于2022年1月1日时的人口数量为220人。